# Infule

Infule jako heraldický symbol císařská koruna

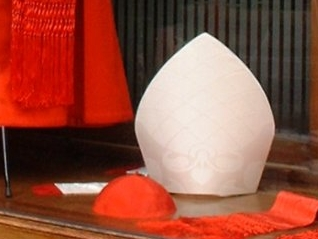
Římskokatolická mitra

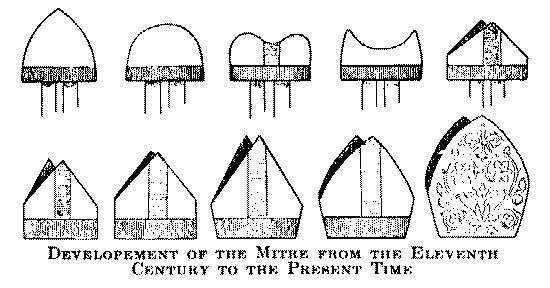
Vývoj mitry (z Catholic Encyclopedia (1913))

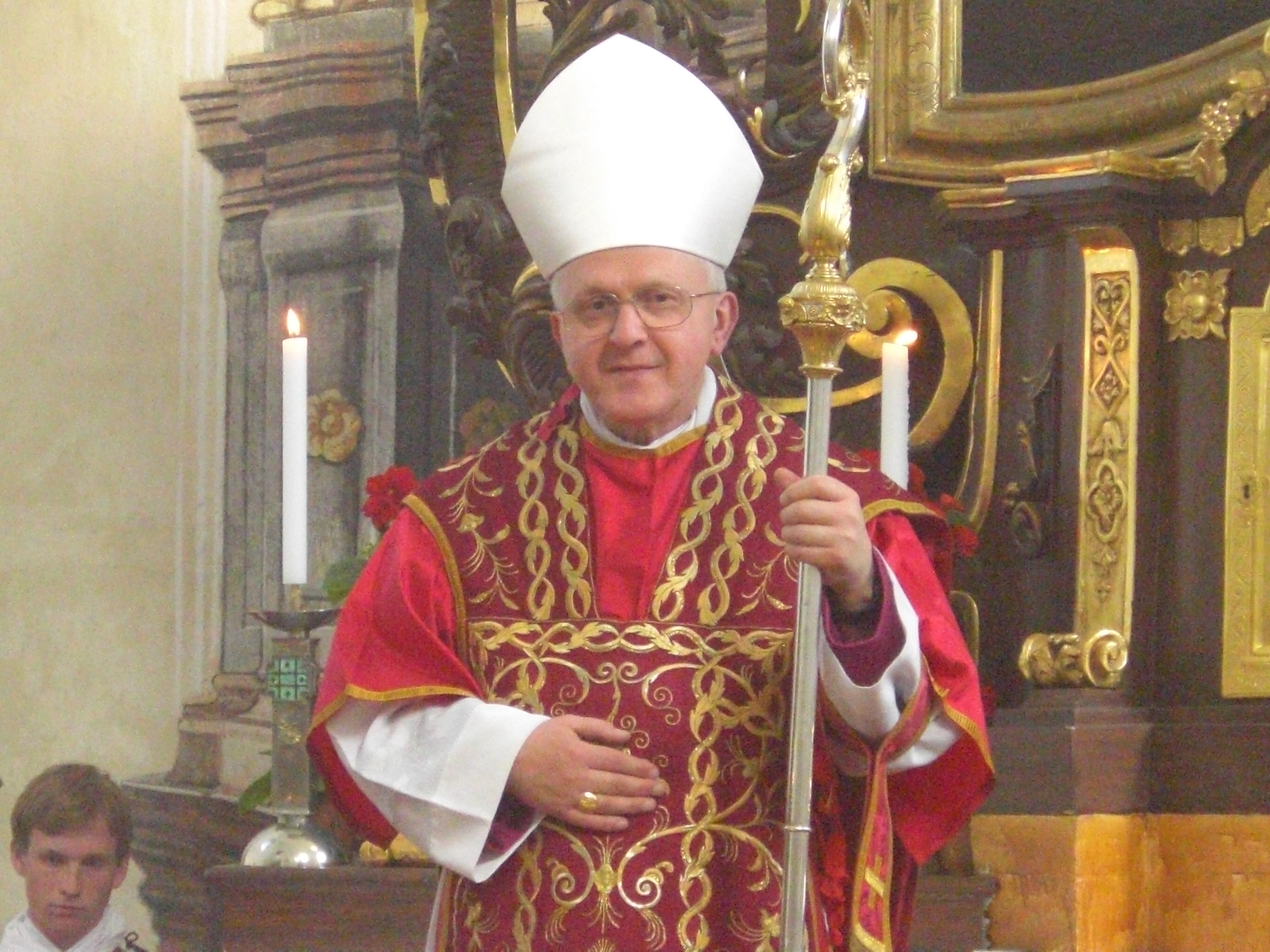
Mons. Jan Baxant, biskup litoměřický s mitrou simplex

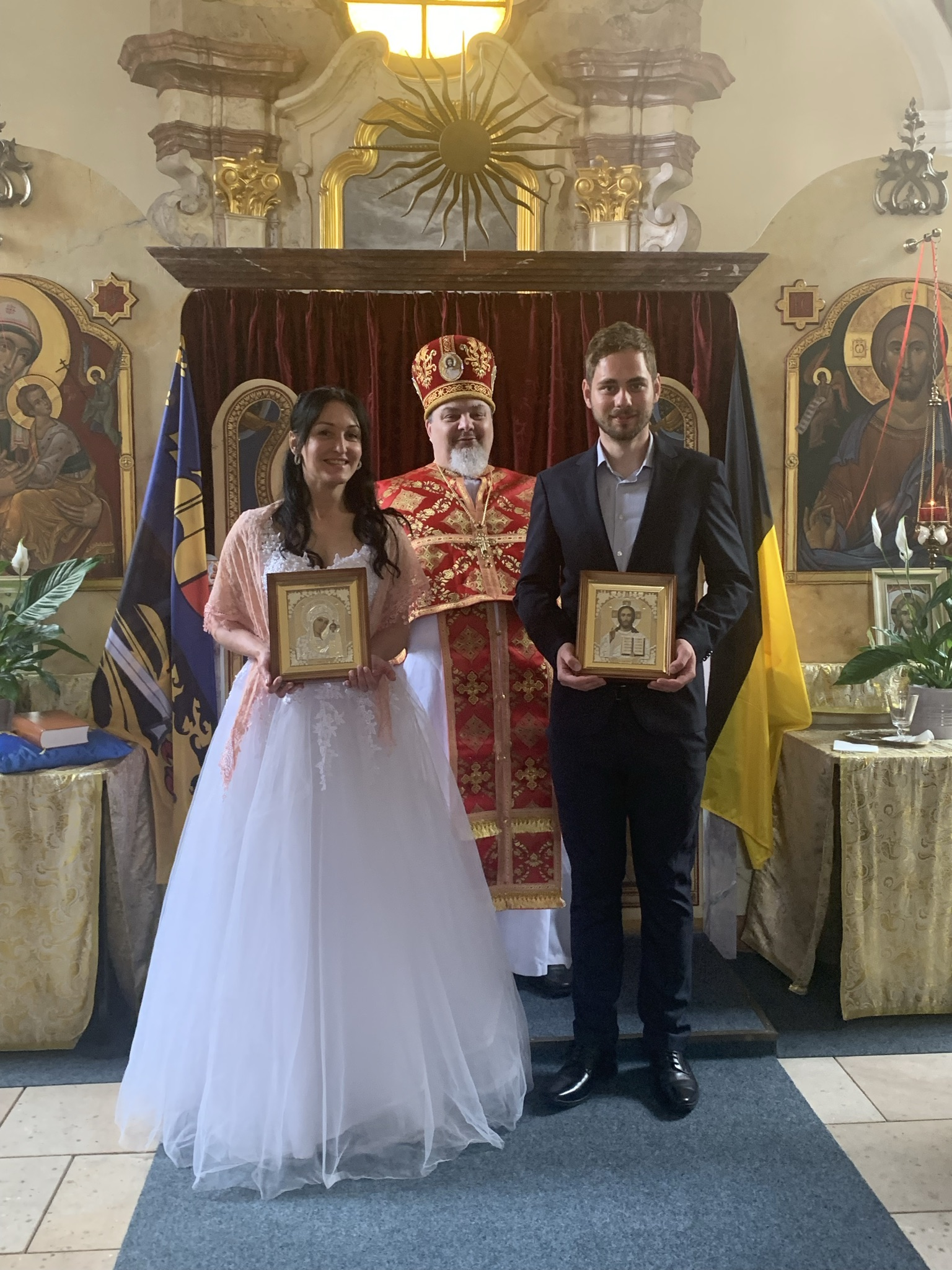
Mitroforní protojerej Šantin s kněžskou mitrou při pravoslavném svatebním obřadu

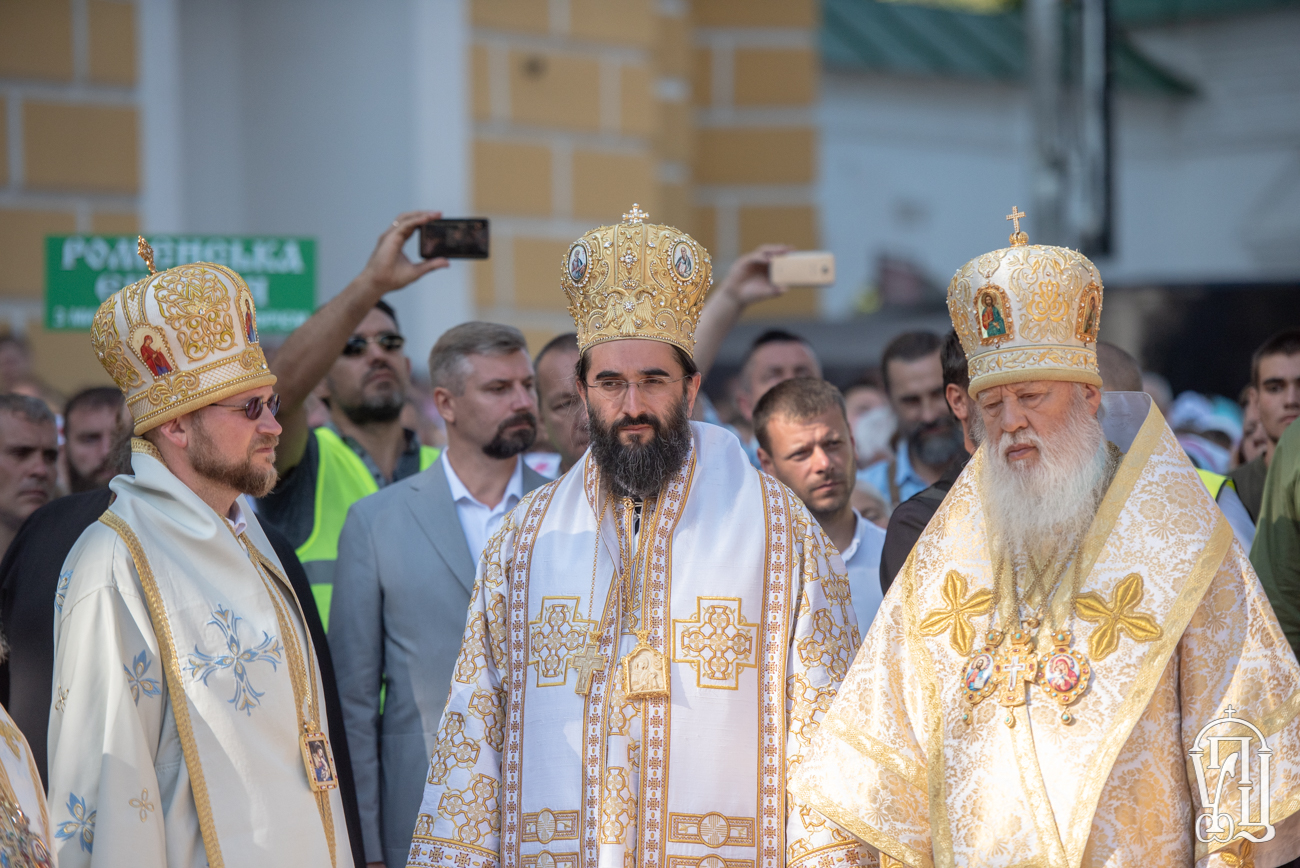
Pravoslavní biskupové (zleva Juraj, Arsenius a Agatangel) s mitrami - biskupská mitra je v pravoslaví na svém vrcholku opatřena křížem

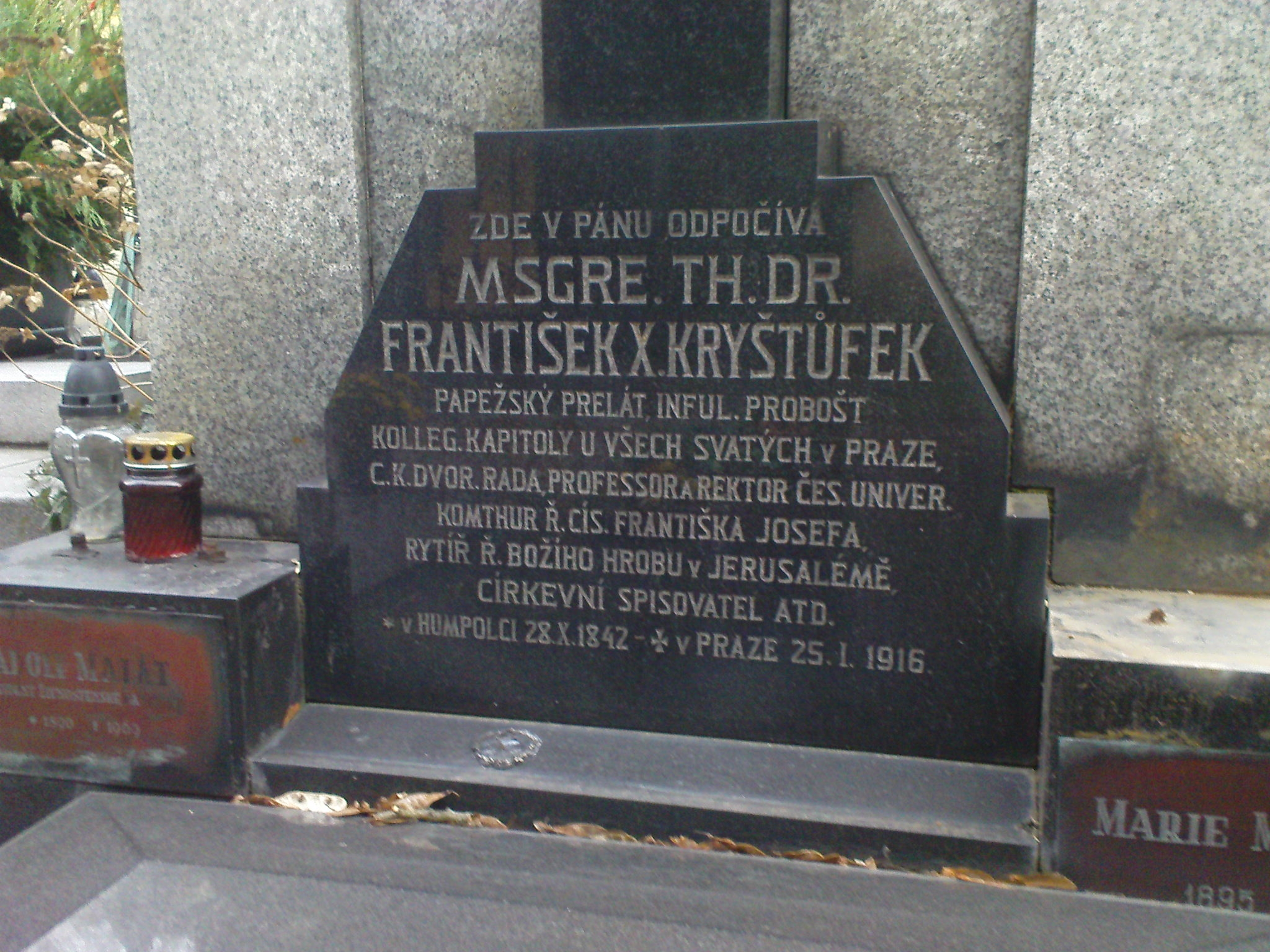
Náhrobek infulovaného probošta Františka X. Kryštůfka, Vyšehradský hřbitov

Infule (latinsky infula) čili mitra je ceremoniální či kultická pokrývka hlavy užívaná převážně katolickými, pravoslavnými a anglikánskými hodnostáři (od hodnosti probošta a opata po papeže, resp. od mitroforního protojereje po patriarchu).

## Etymologie
Slovo mitra pochází z řeckého mítra (přes latinské mitra) což znamená (vinutá) pokrývka hlavy, turban. To je odvozeno od mítos (klička, nit). Dnešní význam je z nejstaršího řeckého překladu Starého zákona, kde je slova použito pro označení čepice židovských velekněží.

## Historie
Původně to byla ceremoniální vlněná čelenka, s níž byly ve starověkém Řecku zobrazovány některé bohyně (např. Héra, Deméter) a bohové (Dionýsos, odtud nazývaný mitroforos); v Římě ji nosili cizinky, prostitutky a archigallus (představený gallů, kultu kněží bohyně Kybely).
Od 10. století se začala užívat jako pokrývka hlavy křesťanských biskupů a opatů. Při investituře, tj. uvedení do úřadu, ji zprvu biskupovi vkládal na hlavu papež, arcibiskupovi biskup, opatovi buď také papež (u exemptních klášterů) nebo představený řádové provincie či kongregace (pater abbas).

## Podoba
Raně křesťanská infule měla uzavřený tvar zaoblené čepice z vlněného sukna s podšívkou z lněného plátna a se dvěma našitými vlněnými pruhy volně visícími na záda (viz například dochovaná infule sv. Simeona v Trevíru), ve 12. století ještě se dvěma oblými výstupky. Pro papeže z ní byla odvozena tiára homolovitého tvaru, přepásaná třemi obroučkami korun.
Během 13. století převládl otevřený tvar infule se špicemi rovnostranného trojúhelníka, v němž původní čepice zůstala jako podšívka (viz například tzv. Mitra svatého Vojtěcha ve Svatovítském pokladu na Pražském hradě). Během 15.–16. století se tvar měnil od rovnostranného trojúhelníka ke stále vyššímu trojúhelníku rovnoramennému. Po reformaci se infule stala insignií římskokatolických biskupů, reformované církve ji postupně přestaly užívat. Východní církve zůstaly u tradice raně středověké uzavřené infule homolovité nebo užívají infuli sféricky vydutou (patriarchové církví arménské, koptské či pravoslavné ruské). Kněžská mitra (užívaná mitroforními protojereji) se od biskupské liší absencí kříže na svém vrcholu. 

## Názvosloví
Infule je v českých zemích známá spíše pod názvem mitra, což je řecké slovo stejného významu, termín se užívá také v angličtině. Infulovat znamená propůjčit právo nosit mitru; mimo biskupů měli toto právo i někteří další církevní hodnostáři, jako opati, kapitulní probošti (kapitulní dignitáři) nebo arciděkani. Infularius je označení přisluhujícího (ministranta) při křesťanských obřadech, jehož úlohou je držet mitru v době, kdy ji církevní hodnostář právě nemá na hlavě. Slouží-li mši svatou (v katolictví) božskou liturgii (v pravoslaví), má biskup po sejmutí mitry na hlavě čepičku solideo neboli pileolus (v katolictví) resp. nic pod mitrou nenosí (pravoslaví). Trojstupňová mitra užívaná dříve papeži (posledním byl Pavel VI.) se nazývá tiára.
Podle výzdoby se rozlišuje mitra pretiosa (zdobená drahokamy, perlovou výšivkou, emailovými aplikami či sklem), mitra auriphrigiata se zlatou výšivkou, a mitra simplex jednoduchá, v různých liturgických barvách